# Eiríkur Jónsson
Eiríkur Jónsson (22. marts 1822 - 30. april 1899) var en islandsk leksikograf. 
Som student kom Eiríkur Jónsson til København 1846, hvor han derefter opholdt sig som stipendiar ved den Arnamagnæanske Samling fra 1872. Fra 1874 var han viceprovst på Regensen og vikar som regensprovst i 1875-1876. Han har forfattet et righoldigt islandsk-dansk leksikon: Oldnordisk Ordbog (1863), der er bleven meget benyttet. Desuden deltog han i udgivelsen af forskellige oldskrifter, som Njála og Hauksbók. Endelig forfattede han i en lang række af år det islandske litteraturselskabs Oversigt over udenlandske begivenheder år for år, Skirnir.